# Аксельрод Павло Борисович
Павло́ Бори́сович Аксельро́д (партійний псевдонім — Александрович, літературний — Н. Д., Робочий, Пітейнберг) (25 серпня 1850 , Почеп, Малоросійське генерал-губернаторство  — 16 квітня 1928 , Берлін ) — політичний діяч, літератор, один з ідеологів і лідерів меншовизму. В молодості навчався, товаришував і співпрацював у справах революційного руху з такими відомими революціонерами як Лев Дейч, Лев Мечников, а також українським суспільним діячем і меценатом Павлом Бохановським.

## Життєпис
Народився поблизу міста Почепа Мглинського повіту Чернігівської губернії в родині єврея-шинкаря. Навчався в єврейському казенному училищі в Шклові, з 1863 — у гімназії в Могильові, Ніжинському юридичному ліцеї, з 1872 — у Київському університеті, де і почалася його революційна діяльність — Аксельрод приєднався до народників. Проводив пропагандистську роботу в артілях робітників-будівельників. 1873 був одним із засновників народницького гуртка, що став відділенням петербурзької організації чайковців. Брав участь у «ходінні в народ». У жовтні 1874 заарештований за пропаганду серед селян Могильовської губернії, але втік з-під арешту.
Після невдалого арешту сільським старостою емігрує, проживає спочатку в Берліні, потім, з січні 1875 — в Женеві де зблизився з німецькими соціал-демократами і російськими емігрантами — прихильниками народника М. Бакуніна, які видавали газету «Работник». Там Аксельрод стає професійним революціонером і відходить від народництва, вважаючи його «паломництвом віруючих, але безвідповідальних дітей до святих місць». За дорученням бакунінців у серпні 1875 нелегально приїздив до Росії для встановлення зв'язків з місцевими групами революціонерів, пробуючи об'єднати усі революційні організації в одну, після чого емігрує в Румунію і знову у Швейцарію, де співпрацює з Бернштейном і Каутським, стає марксистом і антисіоністом. В Женеві співпрацював у журналі «Работник», 1878 був одним із засновників і редакторів журналу «Община», зблизився з женевською секцією Юрської федерації анархістського Інтернаціоналу.
Від лютого 1879 — у Санкт-Петербурзі, з червня — в Одесі, де спробував відновити діяльність розгромленого Південноросійського робітничого союзу. Того ж року приєднався до групи «Чорний переділ», був редактором однойменного періодичного видання. Після розгрому групи на початку 1880 організував нову групу — «Північноросійське товариство „Земля і воля“», розробив її програму. З 1881 проживав у Цюриху, вивчав історію західноєвропейського робітничого руху, публікував статті у женевському журналі «Вольное слово», журналі «Вестник „Народной воли“». 1883 — один зі співзасновників російської соціал-демократичної групи «Визволення праці». У 1880 — 90-х роках перекладав російською мовою твори Маркса і Енгельса, співпрацював у журналах «Рабочий», «Знамя», «Социалист», в останньому був одним з редакторів, «Социал-демократ», керував неперіодичним збірником «Работник», що виходив 1896—99, опублікував низку статей і брошур, брав участь у конгресах Інтернаціоналу II, 1893 — у Цюриху, 1896 — у Лондоні.
В 1880-х заснував фірму «Аксельрод-кефір», яку 1908 продав, живучи й надалі на сталу пенсію від нового власника.
1900 увійшов до редакцій газет «Искра» і журналу «Заря» та до керівництва «Закордонної ліги революційної соціал-демократії». Після II з'їзду РСДРП — один з лідерів меншовизму, політичну платформу якого обґрунтував у низці публікацій, у виступах на партійних з'їздах і конф. Під час революції 1905—1907 агітував за скликання Народної думи. Вважав непримиримими більшовицький і меншовицький напрями в РСДРП, виступав за скликання робітничого з'їзду з метою створення нової партії, за докорінні зміни у діяльності російської соціал-демократії на засадах реформізму та легалізації. 1908—11 був редактором газет «Голос социал-демократа», 1911—12 співпрацював у газеті «Живая жизнь» та інших. Брав участь у Віденській конференції 1912, на якій оформився так званий серпневий блок. 1914 Аксельрод увійшов замість Г. Плеханова представником РСДРП до Міжнародного соціалістичного бюро. Брав участь у Ціммервальдській та Кінтальській міжнародних соціалістичних конференціях, входив до складу «Закордонного секретаріату Організаційного комітету РСДРП» у Цюриху та редакції його «Известий» (1915—1917) — головного друкованого органу меншовицького інтернаціоналу. Під час Першої світової війни виступав проти оборонства, але не поширював ці погляди на германську соціал-демократію, яка підтримувала власний уряд. Надалі дотримувався поглядів «центристів» та пацифістів, пропагував гасло «Ні перемог, ні поразок».
Від травня до серпня 1917 жив у Росії, був обраний головою Організації комітету меншовиків, а на об'єднавчому з'їзді партії — головою ЦК РСДРП. Входив в склад Петербурзького ревкому, тісно співпрацював з Тимчасовим урядом. Працював у відділі міжнародних зв'язків виконкому Петроградської ради робітничих і солдатських депутатів. У серпня 1917 виїхав за кордон для підготовки Стокгольмської міжнародної соціалістичної конференції. Жовтневу революцію 1917 сприйняв вкрай негативно. Пізніше — член Бюро соціалістичного робітничого Інтернаціоналу, співробітник кількох соціал-демократичних періодичних видань, зокрема журналу «Социалистический вестник».
Помер у Берліні.

## Твори
- Die Entwicklung der social-revolutionaren Bewegung in Russland. Zürich, 1881
- Письмо к товарищам. М., 1884
- Ответ товарищу. Цюрих, 1887
- Задачи рабочей интеллигенции в России. Женева, 1893
- Историческое положение и взаимное отношение либеральной и социалистической демократии в России. Женева, 1898
- К вопросу о современных задачах и тактике русских социал-демократов. Женева, 1898
- Две тактики. СПб., 1907
- Рабочий класс и революционное движение в России. СПб., 1907
- Народная дума и рабочий съезд. СПб., 1907
- Об антиликвидаторстве и его исторических корнях. «Наша Заря», 1911, № 1, 3, 5
- Прежде и теперь. О русском рабочем движении. «Живая Жизнь», 1913, № 3, 6, 9, 13
- Die Krise und die Aufgaben der Internationale. Zürich, 1915
- Пережитое и передуманное, кн. 1. Берлин, 1923
- Из архива П. Б. Аксельрода. Берлин, 1924
- Переписка Г. В. Плеханова и П. Б. Аксельрода, т. 1—2. М., 1925.